# Bågskytte vid olympiska sommarspelen 2012

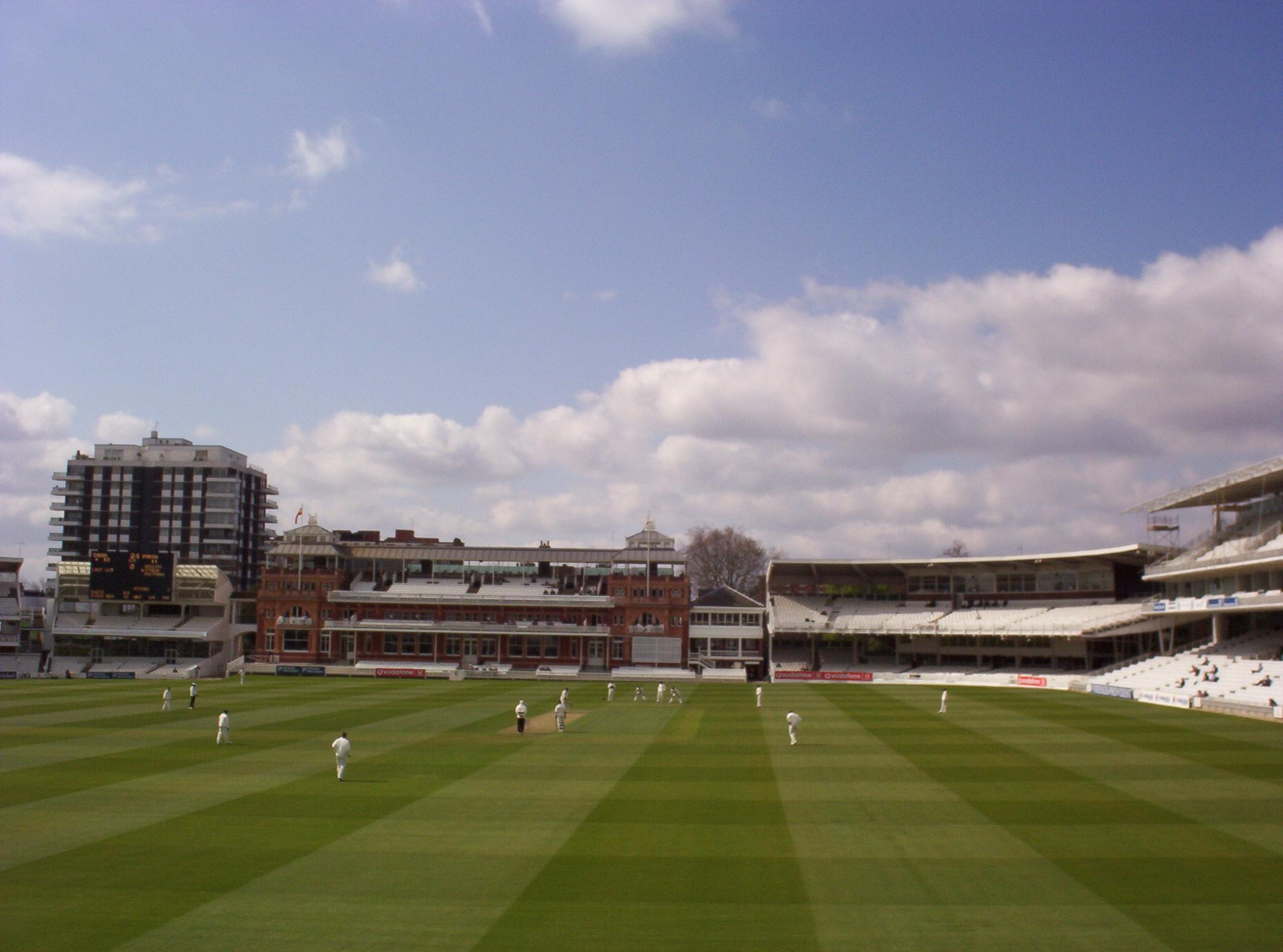
Lord's Cricket Ground där tävlingarna hålls.

De olympiska tävlingarna 2012 i bågskytte avgjordes mellan den 27 juli och 3 augusti 2012 i London i Storbritannien. Bågskyttets fyra grenar hade utrymme för totalt 128 deltagare. I rankningsomgången som spelades den 27 juli satte Im Dong-Hyun världsrekord med 699 poäng på 72 pilar, evenemanget var stängt för allmänheten och TV-sändes inte.

## Medaljtabell
| Pl.    | Nation   | Guld | Silver | Brons | Totalt |
| ------ | -------- | ---- | ------ | ----- | ------ |
| 1      | Sydkorea | 3    | 0      | 1     | 4      |
| 2      | Italien  | 1    | 0      | 0     | 1      |
| 3      | Kina     | 0    | 1      | 1     | 2      |
| 3      | Japan    | 0    | 1      | 1     | 2      |
| 3      | Mexiko   | 0    | 1      | 1     | 2      |
| 6      | USA      | 0    | 1      | 0     | 1      |
| Totalt | Totalt   | 4    | 4      | 4     | 12     |

## Medaljsammanfattning

### Damer
| Gren                  | Guld                                         | Guld                                         | Silver                              | Silver                              | Brons                                        | Brons                                        |
| --------------------- | -------------------------------------------- | -------------------------------------------- | ----------------------------------- | ----------------------------------- | -------------------------------------------- | -------------------------------------------- |
| Individuellt detaljer | Ki Bo-Bae Sydkorea                           | Ki Bo-Bae Sydkorea                           | Aída Román Mexiko                   | Aída Román Mexiko                   | Mariana Avitia Mexiko                        | Mariana Avitia Mexiko                        |
| Lag detaljer          | Sydkorea Lee Sung-Jin Ki Bo-Bae Choi Hyeonju | Sydkorea Lee Sung-Jin Ki Bo-Bae Choi Hyeonju | Kina Fang Yuting Cheng Ming Xu Jing | Kina Fang Yuting Cheng Ming Xu Jing | Japan Kaori Kawanaka Ren Hayakawa Miki Kanie | Japan Kaori Kawanaka Ren Hayakawa Miki Kanie |

### Herrar
| Gren                  | Guld                                                   | Guld                                                   | Silver                                      | Silver                                      | Brons                                         | Brons                                         |
| --------------------- | ------------------------------------------------------ | ------------------------------------------------------ | ------------------------------------------- | ------------------------------------------- | --------------------------------------------- | --------------------------------------------- |
| Individuellt detaljer | J-H Oh Sydkorea                                        | J-H Oh Sydkorea                                        | T Furukawa Japan                            | T Furukawa Japan                            | X Dai Kina                                    | X Dai Kina                                    |
| Lag detaljer          | Italien Michele Frangilli Marco Galiazzo Mauro Nespoli | Italien Michele Frangilli Marco Galiazzo Mauro Nespoli | USA Brady Ellison Jake Kaminski Jacob Wukie | USA Brady Ellison Jake Kaminski Jacob Wukie | Sydkorea Im Dong-Hyun Kim Bub-Min Oh Jin-Hyek | Sydkorea Im Dong-Hyun Kim Bub-Min Oh Jin-Hyek |

Denna tabell: visa • redigera

## Kvalificering
Varje nationell olympisk kommitté (NOK) får ställa upp med maximalt 6 deltagare, tre per kön, i bågskyttetävlingarna. I de fall där en nation har kvalificerat tre deltagare på antingen dam- eller herrsidan ska de, utöver den individuella tävlingen, även ställa upp i lagtävlingen. 12 NOK:s beräknas kvalificera tillräckligt med deltagare för att ställa upp i lagtävlingen. Alla övriga nationer kan erhålla maximalt en kvotplats till de individuella tävlingarna.
6 platser är reserverade för värdnationen, Storbritannien, och ytterligare 6 bestäms av en speciell kommitté från det internationella förbundet. Följaktligen skall 116 platser delas ut genom kval. I dessa kval kan bågskyttar erhålla kvotplatser till sin nation, dock inte nödvändigtvis till sig själva.
För att tillåtas delta i de olympiska tävlingarna måste man ha uppnått en viss poäng, Minimum Qualification Score (MQS):
- Herrar: 625 poäng i en 70 meters-omgång eller 1230 poäng i en FITA-omgång.
- Damer: 600 poäng i en 70 meters-omgång eller 1230 poäng i en FITA-omgång.

Poänggränsen måste uppnås mellan den 2 juli 2011 (från och med världsmästerskapen 2011 utomhus) och 1 juli 2012 på en godkänd FITA-tävling.